# Sublime (pel·lícula)
Sublime és una pel·lícula de drama romàntic i coming-of-age argentina del 2022 dirigida per Mariano Biasin. Narra la història de dos millors amics que amb el pas del temps comencen a sentir una atracció en plena etapa de l'adolescència. És protagonitzada per Martín Miller i Teo Inama Chiabrando. La pel·lícula es va estrenar mundialment el 12 de febrer de 2022 durant el Festival Internacional de Cinema de Berlín, mentre que va tenir el seu llançament limitat el 17 de novembre de 2022 a les sales de cinemes de l'Argentina.

## Argument
Manuel és un adolescent de 16 anys que forma part d'un grup d'amics amb els quals comparteix una gran passió per la música. Un d'ells, Felipe és el seu millor amic amb qui comparteix gran part del seu temps. D'altra banda, Manuel comença una relació amb una noia anomenada Azul, no obstant això, Manuel des de la seva infància està enamorat de Felipe, però és un sentiment que ve reprimint i tampoc sap si aquest amor és correspost.

## Repartiment
- Martín Miller com Manuel
  - Matías Ferro com Manuel (nen)
- Teo Inama Chiabrando com Felipe
  - Juan Ignacio Díaz com Felipe (nen)
- Joaquín Arana com Fran
- Facundo Trotonda com Mauro
- Azul Mazzeo com Azul
- Pedro González com Tomás
- Agustina Midolo com Sol
- Candela De Carli com Iara
- Emma Subiela com Antonia
- Jorge Sesán com Papá de Felipe
- Javier Drolas com Papá de Manuel
- Carolina Tejeda com Mare de Manuel
- Marcelo Subiotto com Professor
- Federico Pacini com germà d’Azul
- Paula Rozadas com Paula
- Juan Daubian com Juan
- Alejandra Ramírez com Margarita
- Alejandra Zapata com Ana
- Juan Pablo Miller comOncle de Manuel

## Recepció

### Comentaris de la crítica
A l'agregador de ressenyes Rotten Tomatoes, la pel·lícula té una aprovació del 83% basat en 6 ressenyes, amb una puntuació de 7.4/10. Diego Brodersen de Página/12 va descriure que «el realitzador obté del jove repartiment performances naturalistes que en gran manera resulten creïbles i fresques», mentre que «l'altre aspecte destacable és la música». Fernando Lima d'Escribiendo cine va assenyalar que «Sublime és una pel·lícula d'enorme bellesa» per ser «personal i sincera, amb un elenc que simplement és perfecte (criden l'atenció els protagonistes Martín Miller i Teo Inama Chiabrando) i una música que porta la deriva narrativa amb sensibilitat i ajustament». Diego Lerer de Micropsia va destacar que la cinta «és una amable i intel·ligent comèdia dramàtica [...], i sap de quina manera acostar-se al seu tema sense necessitat de subratllar massa el seu conflicte central, prenent-ho d'una manera sàvia i gairebé natural».
En una ressenya per Clarín, Pablo O. Scholz va escriure que «les actuacions dels joves semblen espontànies quan no són forçades per algun text» i que el director [Biasin] «deixa que el que compta sigui el més natural possible». Ezequiel Boetti d'Otros cines va ressaltar que es tracta d'un llargmetratge «bell i sensible», on els dos protagonistes [Miller i Inama Chiabrando] demostren «una fluïdesa en els seus moviments i gestos que són notables», tanmateix, «en alguns diàlegs es noten les costures d'un guió de ferro».

### Premis i nominacions
| Llista de premis i nominacions | Llista de premis i nominacions                         | Llista de premis i nominacions              | Llista de premis i nominacions | Llista de premis i nominacions | Llista de premis i nominacions |
| Any                            | Organització                                           | Categoria                                   | Nominat/a(s)                   | Resultat                       | Ref(s)                         |
| ------------------------------ | ------------------------------------------------------ | ------------------------------------------- | ------------------------------ | ------------------------------ | ------------------------------ |
| 2022                           | Festival Internacional de Cinema de Seattle            | Millor pel·lícula iberoamericana            | Sublime                        | Guanyador                      | [ 12 ]                         |
| 2022                           | Festival Internacional de Cinema de San Francisco      | Esment honorable del jurat - Nous directors | Mariano Biasin                 | Guanyador                      | [ 13 ]                         |
| 2022                           | Festival OutFest California                            | Millor guió - Pel·lícula internacional      | Mariano Biasin                 | Guanyador                      | [ 14 ]                         |
| 2022                           | Festival Internacional de Cinema de Sant Sebastià 2022 | Premi Sebastiane Llatí                      | Mariano Biasin                 | Guanyador                      | [ 15 ]                         |
| 2023                           | Premis Cóndor de Plata 2023                            | Millor pel·lícula                           | Sublime                        | Nominat                        | [ 16 ] [ 17 ]                  |
| 2023                           | Premis Cóndor de Plata 2023                            | Millor opera prima                          | Sublime                        | Guanyador                      | [ 16 ] [ 17 ]                  |
| 2023                           | Premis Cóndor de Plata 2023                            | Premi del públic BA audiovisual             | Sublime                        | Nominat                        | [ 16 ] [ 17 ]                  |
| 2023                           | Premis Cóndor de Plata 2023                            | Revelació masculina                         | Teo Inama Chiabrando           | Nominat                        | [ 16 ] [ 17 ]                  |
| 2023                           | Premis Cóndor de Plata 2023                            | Revelació masculina                         | Martín Miller                  | Nominat                        | [ 16 ] [ 17 ]                  |
| 2023                           | Premis Cóndor de Plata 2023                            | Millor guió original                        | Mariano Biasin                 | Nominat                        | [ 16 ] [ 17 ]                  |
| 2023                           | Premis Cóndor de Plata 2023                            | Mejor música original                       | Emilio Cervini                 | Guanyador                      | [ 16 ] [ 17 ]                  |
| 2023                           | Premis Cóndor de Plata 2023                            | Millor cançó original                       | «Luz» de Emilio Cervini        | Nominat                        | [ 16 ] [ 17 ]                  |
| 2023                           | Premis Cóndor de Plata 2023                            | Millor so                                   | Gaspar Scheuer                 | Nominat                        | [ 16 ] [ 17 ]                  |
| 2023                           | Premis Cóndor de Plata 2023                            | Millor direcció de càsting                  | María Laura Berch              | Nominat                        | [ 16 ] [ 17 ]                  |
| 2023                           | Premis Sur                                             | Millor pel·lícula                           | Sublime                        | Nominat                        | [ 18 ] [ 19 ]                  |
| 2023                           | Premis Sur                                             | Millor opera prima                          | Sublime                        | Guanyador                      | [ 18 ] [ 19 ]                  |
| 2023                           | Premis Sur                                             | Millor actor revelació                      | Martín Miller                  | Guanyador                      | [ 18 ] [ 19 ]                  |
| 2023                           | Premis Sur                                             | Millor fotografia                           | Iván Gierasinchuk              | Nominat                        | [ 18 ] [ 19 ]                  |